# Mike Berisford
Mike Berisford (eigentlich Michael Berisford; * 8. April 1936) ist ein ehemaliger britischer Mittelstreckenläufer,  der sich auf die 1500-Meter-Distanz spezialisiert hatte.
Bei den British Empire and Commonwealth Games 1958 in Cardiff wurde er für Schottland startend Sechster im Meilenlauf.
1962 wurde er bei den Leichtathletik-Europameisterschaften in Belgrad Achter über 1500 m und schied bei den British Empire and Commonwealth Games in Perth im Vorlauf aus.

## Persönliche Bestzeiten
- 1500 m: 3:43,7 min, 7. August 1961, London
- 1 Meile: 3:59,2 min, 18. August 1962, London